# My Favorite Martian
My Favorite Martian este un serial de televiziune american științifico-fantastic care a fost transmis prima dată pe CBS de la 29 septembrie 1963 la 1 mai 1966, cu un total de 107 episoade de-a lungul a 3 sezoane. În serial apare Ray Walston ca Unchiul Martin (Marțianul) și Bill Bixby ca Tim O'Hara. Primele două sezoane, cu un total de 75 de episoade, au fost produse alb-negru, iar cele 32 de episoade ale ultimului sezon sunt color.  
John L. Greene a creat personajul principal și a schițat serialul, care a fost produs de Jack Chertok.
Serialul a fost refăcut ca un film de lung metraj în 1999, cu Christopher Lloyd în rolul marțianului și Jeff Daniels în rolul lui Tim. Acest film a fost lansat și distribuit de Walt Disney Pictures.
Un serial de animație, My Favorite Martians, a fost creat de Filmation și a fost transmis ca parte a programului de sâmbăta dimineață de la CBS de la 8 septembrie 1973 până la 22 decembrie 1973 pentru un total de șaisprezece episoade.
My Favorite Martian, care a avut premiera în toamna anului 1963, a fost primul dintre serialele de comedie de „fantezie” care au fost predominante la televiziunea americană la mijlocul anilor 1960, cu personaje care puteau face lucruri extraordinare, înainte de apariția unor seriale notabile ca My Living Doll (1964–1965), Bewitched, (1964–1972) sau I Dream of Jeannie (1965–1970).

## Premiză
Un extraterestru cu aspect uman într-o navă spațială pentru un singur om aproape se ciocnește la mare altitudine cu un avion rachetă al Forțelor Aeriene ale Statelor Unite ale Americii, hipersonicul North American X-15. Pilotul navei spațiale este un antropolog în vârstă de 450 de ani, de pe planeta Marte. Tim O'Hara, un tânăr reporter al ziarului The Los Angeles Sun, se îndreaptă spre casă de la Edwards Air Force Base, unde s-a dus să facă un reportaj despre zborul lui X-15. Întorcându-se acasă la Los Angeles, O'Hara observă aceeași navă spațială din argint care pierde rapid altitudine și care apoi se prăbușește în apropiere.
Tim îl ia pe marțian, spunând altor oameni că este „unchiul său Martin”. Acesta refuză să dezvăluie oamenilor oricare dintre trăsăturile sale speciale, în afară de Tim, pentru a evita atât publicitatea, cât și panica oamenilor. Tim este de acord să păstreze secretă identitatea marțianului în timp ce acesta încearcă să-și repare nava spațială. „Unchiul Martin” are diverse puteri neobișnuite: poate ridica două antene retractabile din partea din spate a capului și poate deveni invizibil; este telepat și poate citi și influența mințile; poate face obiecte să leviteze cu mișcarea degetului arătător; el poate comunica cu animalele; poate îngheța oameni sau obiecte și se poate accelera pe sine (și pe alți oameni) pentru a face orice fel de muncă.

## Legături externe
My Favorite Martian:
- My Favorite Martian la Internet Movie Database
- My Favorite Martian la TV.com
- My Favorite Martian la epguides.com
- Extensive Overview of My Favorite Martian
- Another look at My Favorite Martian

My Favorite Martians:
- My Favorite Martians la Internet Movie Database
- My Favorite Martians la TV.com
- My Favorite Martians la Big Cartoon DataBase

## Vezi și
Seriale asemănătoare
- Mork & Mindy
- ALF
- A treia planetă de la Soare
- The Neighbors
- Marvin Marvin
- Vărul din străinătate
- Cele mai bune 50 de seriale din toate timpurile